# Volta Ciclista a Catalunya 2021
La Volta Ciclista a Catalunya 2021, centesima edizione della corsa e valida come nona prova dell'UCI World Tour 2021 categoria 2.UWT, si svolse in sette tappe dal 22 al 28 marzo 2021 su un percorso di 1 094,4 km, con partenza da Calella e arrivo a Barcellona, in Spagna. La vittoria fu appannaggio del britannico Adam Yates, che completò il percorso in 26h16'41", alla media di 41,646 km/h, precedendo l'australiano Richie Porte e il connazionale Geraint Thomas.
Sul traguardo di Barcellona 131 ciclisti, su 168 partiti da Calella, portarono a termine la competizione.

## Tappe
| Tappa  | Data     | Percorso                                    | km      | Vincitore di tappa | Leader cl. generale |
| ------ | -------- | ------------------------------------------- | ------- | ------------------ | ------------------- |
| 1ª     | 22 marzo | Calella > Calella                           | 178,4   | Andreas Kron       | Andreas Kron        |
| 2ª     | 23 marzo | Banyoles > Banyoles (cron. individuale)     | 18,5    | Rohan Dennis       | João Almeida        |
| 3ª     | 24 marzo | Canale Olimpico di Catalogna > Vallter 2000 | 203,1   | Adam Yates         | Adam Yates          |
| 4ª     | 25 marzo | Ripoll > Port Ainé                          | 166,5   | Esteban Chaves     | Adam Yates          |
| 5ª     | 26 marzo | La Pobla de Segur > Manresa                 | 201,1   | Lennard Kämna      | Adam Yates          |
| 6ª     | 27 marzo | Tarragona > Mataró                          | 193,8   | Peter Sagan        | Adam Yates          |
| 7ª     | 28 marzo | Barcellona > Barcellona                     | 133     | Thomas De Gendt    | Adam Yates          |
| Totale | Totale   | Totale                                      | 1 094,4 |                    |                     |

## Squadre e corridori partecipanti
| N.      | Cod. | Squadra               |
| ------- | ---- | --------------------- |
| 1-7     | MOV  | Movistar Team         |
| 11-17   | TJV  | Jumbo-Visma           |
| 21-27   | DQT  | Deceuninck-Quick Step |
| 31-37   | UAD  | UAE Team Emirates     |
| 41-47   | IGD  | Ineos Grenadiers      |
| 51-57   | DSM  | Team DSM              |
| 61-67   | BOH  | Bora-Hansgrohe        |
| 71-77   | AST  | Astana-Premier Tech   |
| 81-87   | TFS  | Trek-Segafredo        |
| 91-97   | GFC  | Groupama-FDJ          |
| 101-107 | EFN  | EF Education-Nippo    |
| 111-117 | BEX  | Team BikeExchange     |

| N.      | Cod. | Squadra                  |
| ------- | ---- | ------------------------ |
| 121-127 | TBV  | Bahrain Victorious       |
| 131-137 | ACT  | AG2R Citroën Team        |
| 141-147 | LTS  | Lotto Soudal             |
| 151-157 | COF  | Cofidis                  |
| 161-167 | IWG  | Intermarché-Wanty-Gobert |
| 171-177 | TQA  | Team Qhubeka Assos       |
| 181-187 | ISN  | Israel Start-Up Nation   |
| 201-207 | ARK  | Team Arkéa-Samsic        |
| 211-217 | GAZ  | Gazprom-RusVelo          |
| 221-227 | RLY  | Rally Cycling            |
| 231-237 | EKP  | Equipo Kern Pharma       |
| 241-247 | EUS  | Euskaltel-Euskadi        |

## Dettagli delle tappe

### 1ª tappa
- 22 marzo: Calella > Calella – 178,4 km

Risultati
| Pos. | Corridore         | Squadra | Tempo    |
| ---- | ----------------- | ------- | -------- |
| 1    | Andreas Kron      | Lotto   | 4h20'15" |
| 2    | Luis León Sánchez | Astana  | s.t.     |
| 3    | Rémy Rochas       | Cofidis | s.t.     |

| Pos. | Corridore         | Squadra | Tempo    |
| ---- | ----------------- | ------- | -------- |
| 1    | Andreas Kron      | Lotto   | 4h20'05" |
| 2    | Luis León Sánchez | Astana  | a 4"     |
| 3    | Rémy Rochas       | Cofidis | a 6"     |

### 2ª tappa
- 23 marzo: Banyoles > Banyoles - Cronometro individuale – 18,5 km

Risultati
| Pos. | Corridore    | Squadra    | Tempo  |
| ---- | ------------ | ---------- | ------ |
| 1    | Rohan Dennis | Ineos      | 22'27" |
| 2    | Rémi Cavagna | Deceuninck | a 5"   |
| 3    | João Almeida | Deceuninck | a 28"  |

| Pos. | Corridore         | Squadra    | Tempo    |
| ---- | ----------------- | ---------- | -------- |
| 1    | João Almeida      | Deceuninck | 4h43'26" |
| 2    | Brandon McNulty   | UAE        | s.t.     |
| 3    | Luis León Sánchez | Astana     | a 3"     |

### 3ª tappa
- 24 marzo: Canale Olimpico di Catalogna > Vallter 2000 – 203,1 km

Risultati
| Pos. | Corridore          | Squadra      | Tempo    |
| ---- | ------------------ | ------------ | -------- |
| 1    | Adam Yates         | Ineos        | 5h00'58" |
| 2    | Esteban Chaves     | BikeExchange | a 13"    |
| 3    | Alejandro Valverde | Movistar     | a 19"    |

| Pos. | Corridore    | Squadra    | Tempo    |
| ---- | ------------ | ---------- | -------- |
| 1    | Adam Yates   | Ineos      | 9h44'21" |
| 2    | Richie Porte | Ineos      | a 45"    |
| 3    | João Almeida | Deceuninck | a 49"    |

### 4ª tappa
- 25 marzo: Ripoll > Port Ainé – 166,5 km

Risultati
| Pos. | Corridore      | Squadra      | Tempo    |
| ---- | -------------- | ------------ | -------- |
| 1    | Esteban Chaves | BikeExchange | 4h29'47" |
| 2    | Michael Woods  | Israel       | a 7"     |
| 3    | Geraint Thomas | Ineos        | s.t.     |

| Pos. | Corridore      | Squadra | Tempo     |
| ---- | -------------- | ------- | --------- |
| 1    | Adam Yates     | Ineos   | 14h14'15" |
| 2    | Richie Porte   | Ineos   | a 45"     |
| 3    | Geraint Thomas | Ineos   | a 49"     |

### 5ª tappa
- 26 marzo: La Pobla de Segur > Manresa – 201,1 km

Risultati
| Pos. | Corridore       | Squadra  | Tempo    |
| ---- | --------------- | -------- | -------- |
| 1    | Lennard Kämna   | Bora     | 4h29'13" |
| 2    | Ruben Guerreiro | EF       | a 39"    |
| 3    | Mikel Bizkarra  | Euskatel | a 42"    |

| Pos. | Corridore      | Squadra | Tempo     |
| ---- | -------------- | ------- | --------- |
| 1    | Adam Yates     | Ineos   | 18h45'27" |
| 2    | Richie Porte   | Ineos   | a 45"     |
| 3    | Geraint Thomas | Ineos   | a 49"     |

### 6ª tappa
- 27 marzo: Tarragona > Mataró – 193,8 km

Risultati
| Pos. | Corridore   | Squadra | Tempo    |
| ---- | ----------- | ------- | -------- |
| 1    | Peter Sagan | Bora    | 4h23'18" |
| 2    | Daryl Impey | Israel  | s.t.     |
| 3    | J.S. Molano | UAE     | s.t.     |

| Pos. | Corridore      | Squadra | Tempo     |
| ---- | -------------- | ------- | --------- |
| 1    | Adam Yates     | Ineos   | 23h08'45" |
| 2    | Richie Porte   | Ineos   | a 45"     |
| 3    | Geraint Thomas | Ineos   | a 49"     |

### 7ª tappa
- 28 marzo: Barcellona > Barcellona – 133 km

Risultati
| Pos. | Corridore       | Squadra  | Tempo    |
| ---- | --------------- | -------- | -------- |
| 1    | Thomas De Gendt | Lotto    | 3h06'10" |
| 2    | Matej Mohorič   | Bahrain  | a 22"    |
| 3    | Attila Valter   | Groupama | a 1'42"  |

| Pos. | Corridore      | Squadra | Tempo     |
| ---- | -------------- | ------- | --------- |
| 1    | Adam Yates     | Ineos   | 26h16'41" |
| 2    | Richie Porte   | Ineos   | a 45"     |
| 3    | Geraint Thomas | Ineos   | a 49"     |

## Evoluzione delle classifiche
| Tappa              | Vincitore          | Classifica generale Maglia bianco-verde | Classifica a punti Maglia bianco-blu | Classifica scalatori Maglia bianco-rossa | Classifica giovani Maglia bianco-arancione | Classifica a squadre Numero giallo |
| ------------------ | ------------------ | --------------------------------------- | ------------------------------------ | ---------------------------------------- | ------------------------------------------ | ---------------------------------- |
| 1ª                 | Andreas Kron       | Andreas Kron                            | Andreas Kron                         | Sylvain Moniquet                         | Andreas Kron                               | Astana-Premier Tech                |
| 2ª                 | Rohan Dennis       | João Almeida                            | Andreas Kron                         | Sylvain Moniquet                         | João Almeida                               | Ineos Grenadiers                   |
| 3ª                 | Adam Yates         | Adam Yates                              | Adam Yates                           | Adam Yates                               | João Almeida                               | Ineos Grenadiers                   |
| 4ª                 | Esteban Chaves     | Adam Yates                              | Esteban Chaves                       | Esteban Chaves                           | João Almeida                               | Ineos Grenadiers                   |
| 5ª                 | Lennard Kämna      | Adam Yates                              | Esteban Chaves                       | Esteban Chaves                           | João Almeida                               | Ineos Grenadiers                   |
| 6ª                 | Peter Sagan        | Adam Yates                              | Esteban Chaves                       | Esteban Chaves                           | João Almeida                               | Ineos Grenadiers                   |
| 7ª                 | Thomas De Gendt    | Adam Yates                              | Esteban Chaves                       | Esteban Chaves                           | João Almeida                               | Ineos Grenadiers                   |
| Classifiche finali | Classifiche finali | Adam Yates                              | Esteban Chaves                       | Esteban Chaves                           | João Almeida                               | Ineos Grenadiers                   |

Maglie indossate da altri ciclisti in caso di due o più maglie vinte
- Nella 2ª tappa Natnael Berhane ha indossato la maglia bianco-blu al posto di Andreas Kron e Rémy Rochas ha indossato quella bianco-arancione al posto di Andreas Kron.
- Nella 3ª tappa Brandon McNulty ha indossato la maglia bianco-arancione al posto di João Almeida.
- Nella 4ª tappa Rohan Dennis ha indossato la maglia bianco-blu al posto di Adam Yates e Esteban Chaves ha indossato quella bianco-rossa al posto di Adam Yates.
- Dalla 5ª alla 7ª tappa Koen Bouwman ha indossato la maglia bianco-rossa al posto di Esteban Chaves

## Classifiche finali

### Classifica generale - Maglia bianco-verde
| Pos. | Corridore          | Squadra      | Tempo     |
| ---- | ------------------ | ------------ | --------- |
| 1    | Adam Yates         | Ineos        | 26h16'41" |
| 2    | Richie Porte       | Ineos        | a 45"     |
| 2    | Geraint Thomas     | Ineos        | a 49"     |
| 4    | Alejandro Valverde | Movistar     | a 1'03"   |
| 5    | Wilco Kelderman    | Bora         | s.t.      |
| 6    | Esteban Chaves     | BikeExchange | a 1'04"   |
| 7    | João Almeida       | Deceuninck   | a 1'05"   |
| 8    | Hugh Carthy        | EF           | a 1'20"   |
| 9    | Simon Yates        | BikeExchange | a 1'32"   |
| 10   | Lucas Hamilton     | BikeExchange | a 1'35"   |

### Classifica a punti - Maglia bianco-blu
| Pos. | Corridore       | Squadra      | Punti |
| ---- | --------------- | ------------ | ----- |
| 1    | Esteban Chaves  | BikeExchange | 16    |
| 2    | Thomas De Gendt | Lotto        | 13    |
| 3    | Peter Sagan     | Bora         | 13    |
| 4    | Rohan Dennis    | Ineos        | 11    |
| 5    | Adam Yates      | Ineos        | 10    |

### Classifica scalatori - Maglia bianco-rossa
| Pos. | Corridore       | Squadra      | Punti |
| ---- | --------------- | ------------ | ----- |
| 1    | Esteban Chaves  | BikeExchange | 50    |
| 2    | Adam Yates      | Ineos        | 40    |
| 3    | Thomas De Gendt | Lotto        | 38    |
| 4    | Koen Bouwman    | Jumbo        | 35    |
| 5    | Geraint Thomas  | Ineos        | 30    |

### Classifica giovani - Maglia bianco-arancione
| Pos. | Corridore         | Squadra      | Tempo     |
| ---- | ----------------- | ------------ | --------- |
| 1    | João Almeida      | Deceuninck   | 26h17'46" |
| 2    | Lucas Hamilton    | BikeExchange | a 29"     |
| 3    | Brandon McNulty   | UAE          | a 1'14"   |
| 4    | Harm Vanhoucke    | Lotto        | a 4'09"   |
| 5    | Santiago Buitrago | Bahrain      | a 4'51"   |

### Classifica a squadre
| Pos. | Squadra            | Tempo     |
| ---- | ------------------ | --------- |
| 1    | Ineos Grenadiers   | 78h51'04" |
| 2    | Team BikeExchange  | a 36"     |
| 3    | Movistar Team      | a 14'11"  |
| 4    | Jumbo-Visma        | a 26'10"  |
| 5    | EF Education-Nippo | a 26'48"  |